# 4915 Solzhenitsyn
4915 Solzhenitsyn је астероид главног астероидног појаса са средњом удаљеношћу од Сунца која износи 3,068 астрономских јединица (АЈ).
Апсолутна магнитуда астероида је 13,1.